# Triângulo de Sucumbíos
O Triângulo de Sucumbíos (em castelhano: Triángulo de Sucumbíos) é uma zona territorial no Equador, localizada entre o rio Putumayo ao norte e o rio San Miguel ao sul. Pertenceu ao Peru como um enclave internacional de jure entre 1922 e 1942, até ser cedido ao Equador após o Protocolo do Rio de Janeiro de 1942, formando hoje parte de sua fronteira com a Colômbia.

## História
Após a assinatura do Tratado Salomón-Lozano em 1922, Colômbia e Peru estabeleceram oficialmente suas fronteiras e trocaram territórios estratégicos: a Colômbia obteve uma entrada para o Rio Amazonas através do Trapézio amazónico, enquanto o Peru de jure obteve um enclave estratégico entre os rios Putumayo e San Miguel. Apesar de ter cedido o território à Colômbia em 1916, o ato não foi reconhecido pelo governo equatoriano, no entanto, uma vez que ambos os países signatários também tinham disputas territoriais com o Equador.
Após o incidente de Letícia de 1932 e a Guerra Colombiano-Peruana, o Protocolo do Rio de Janeiro de 1934 foi negociado, onde Colômbia e Peru limam arestas e ambos concordaram que as fronteiras permaneceriam conforme o acordado em 1922. A Colômbia deixou claro ao Peru que reconhecia a soberania peruana sobre o triângulo de Sucumbíos, embora o Peru até aquele momento não tivesse realizado operações sérias de colonização em seu enclave.
Em 1933, após o fracasso da única tentativa séria de colonização do triângulo, aproveitando o fim da guerra colombiano-peruana e no lapso da assinatura do protocolo de 1934, os diplomatas peruanos Víctor Manuel Maúrtua, Víctor Andrés Belaúnde, Alberto Ulloa Sotomayor e Raúl Porras Barrenechea tentaram chegar a um acordo com seus homólogos colombianos, para que o Triângulo de Sucumbíos retornasse à soberania colombiana e o trapézio amazônico à soberania peruana, isso não ocorreu, no entanto, e o Peru continuou possuindo o território não controlado.

### Protocolo do Rio de Janeiro
Peru e Equador ainda mantinham um conflito territorial que se intensificou com a guerra peruano-equatoriana de 1941. Durante o conflito, o Equador manteve o controle do Triângulo de Sucumbíos, bem como os territórios do seu lado da fronteira de facto de 1936. Durante as negociações após a guerra, o Peru concedeu o Triângulo ao Equador, além de outras reivindicações territoriais no alto rio Napo, em troca de outros territórios, bem como o reconhecimento da soberania peruana em Tumbes, Jaén e Maynas.